# Julian Stanczak
Julian Stanczak (* 5. November 1928 als Julian Stańczak nahe Borownica, Polen; † 25. März 2017 in Seven Hills, Ohio, Vereinigte Staaten) war ein US-amerikanischer Maler und Kunstdrucker der Op-Art.

## Leben
Julian Stanczak wurde 1928 auf dem Bauernhof seines Großvaters nahe dem Dorf Borownica im Polen der Zweiten Polnischen Republik geboren. Wie sein Großvater war auch sein Vater Bauer, verdiente sich aber als Bauarbeiter ein Nebeneinkommen. Als 1939 Nazi-Deutschland und die Sowjetunion die Teilung Polens entlang der Curzon-Linie beschlossen, fiel Borownica in den sowjetisch besetzen Ostteil. Im Rahmen anschließender Säuberungs- und Unterdrückungskampagnen seitens der Sowjets wurde die Familie Stanczak nach Russland in ein Gulag im Uralgebirge deportiert, wo die Familie Zwangsarbeit als Holzfäller leisten musste. Stanczak überlebte zwar die Unterernährung, eine Enzephalitis und eine Lungenentzündung, doch die unmenschlichen Arbeitsbedingungen lähmten dauerhaft den rechten Arm des Rechtshänders. Seinen ursprünglichen Berufswunsch, Cellist zu werden, musste er dadurch aufgeben.
1942 wurde die Familie Stanczak aus dem Gulag entlassen und flüchtete per Fuß knapp 4.000 Kilometer nach Teheran in den Iran. Sein Vater und auch der erst 14-Jährige Stanczak – unter Angabe eines falschen Alters – traten in Teheran der polnischen Exil-Armee unter Władysław Anders bei, von der sich Stanczak in erster Linie eine Verpflegung und die Behandlung seiner Armlähmung erhoffte. Als sich die Lähmungsbeschwerden aber im Gegenteil sogar verschlimmerten, desertierte Stanczak. Nach Aufenthalten in Pakistan und Kenia kam er nach Uganda, wo er zusammen mit seiner Mutter und seiner Schwester die nächsten Jahre in einem polnischen Flüchtlingslager verbrachte. Dort lernte er unter anderem mit links zu schreiben und zu malen. Später gab er an, dass ihn die afrikanische Natur, die dortige Lichtstimmung und auch die geometrischen Formen lokaler Textilien nachdrücklich beeindruckten. Dadurch inspiriert, begann er, kleine abstrakte Miniaturen zu malen, die häufig entweder in schwarz-weiß oder aber in grellen Farben gehalten waren. Eine erste Ausstellung seines Werkes fand wenig später in Nairobi statt.
1948 verließ Stanczak mit seiner Mutter und seine Schwester Uganda und reiste nach London, wo sie Stanczaks Vater wiedertrafen. Die wieder vereinte Familie lebte zunächst in London, wo Stanczak ein Kunststudium am Borough Polytechnic Institute aufnahm. 1950 übersiedelte die Familie nach Cleveland in den Vereinigten Staaten, wo er sein Kunststudium am Cleveland Institute of Art fortsetzte und zunächst 1954 einen Bachelor of Fine Arts erhielt. Für das Masterstudium wechselte er an die Yale University, wo er unter Conrad Marca-Relli und Josef Albers studierte und in einer Wohngemeinschaft mit Richard Anuszkiewicz lebte. 1956 schloss er auch dieses Studium ab. Ein Jahr später wurde er Staatsbürger der Vereinigten Staaten und nahm etwa gleichzeitig einen Lehrauftrag an der Art Academy of Cincinnati an. Spätestens Anfang der 1960er hatte er bereits seinen charakteristisch abstrakten Kunststil aufgenommen. Wenig später wurde er durch die New Yorker Galeristin Martha Jackson entdeckt, die in ihrer New Yorker Galerie 1964 die Ausstellung Julian Stanczak: Optical Paintings organisierte. Für Stanczak bedeutete die Ausstellung der künstlerische Durchbruch. Noch im gleichen Jahr wurde er zum Professor für Malerei am Cleveland Institute of Art ernannt, wo er bis 1995 dozierte. Zu seinen Schülern gehört die Landschaftsmalerin April Gornik.
In einer Ausstellungskritik zu Julian Stanczak: Optical Paintings bezeichnete Donald Judd Stanczaks Kunst als op art, ein Begriff, der sich bald danach für Stanczaks Stil und den ähnlicher Künstler durchgesetzt hatte. Wegweisend war die Ausstellung The Responsive Eye im Museum of Modern Art im Jahr 1965, in der unter anderem auch Stanczaks Werk gezeigt wurde. Tatsächlich wurde Stanczak einer der führenden Künstler der Op-Art, wenngleich er selbst lieber von perceptual art („wahrnehmungsbezogene Kunst“) sprach. Als Künstler der Op-Art genoss Stanczak in den 1960ern weitere Anerkennung, ehe die Popularität des Stils in den 1970ern zugunsten des Minimalismus zurückging. War er bis dahin regelmäßig in New York City ausgestellt worden, musste er sich nun neue Ausstellungsorte suchen, zumal seine langjährige Galerie, die Martha Jackson Gallery, 1979 aufgegeben worden war. In den nächsten Jahrzehnten verlagerte er sich auf Ausstellungshallen im Mittleren Westen. Erst in den 2000ern kehrte Stanczaks Werk in die Ausstellungslandschaft von New York City zurück; es folgten Beteiligungen an mehreren Gruppenausstellungen, einige Einzelausstellungen und neue Besprechungen seines Werkes in Kunstmagazinen. Auf dem Kunstmarkt erzielten schließlich einzelne seiner Werke Preise im sechsstelligen Bereich.
Während weiter Teile seiner Karriere blieb Stanczak in Cleveland wohnhaft, wo er mehr der für sein Kunstschaffen nötigen Ruhe und Kontinuität verspürte als im vibrierenden New York. In Cleveland bildete er zusammen mit seinem alten Studienfreund Richard Anuszkiewicz sowie Edwin Mieczkowski ein Netzwerk von Op-Art-Künstlern. Stanczak starb 2017 nach kurzer Krankheit im Alter von 88 Jahren in Seven Hills, Ohio, einem Vorort von Cleveland. Er hinterließ seine Ehefrau, die Bildhauerin und Hochschullehrerin Barbara Stanczak (* 1942), zwei Kinder, zwei Enkelkinder und ein Urenkelkind. In einem Nachruf in der New York Times bedauerte die Kunstkritikerin Roberta Smith den Tod eines „unerschütterlich optimistischen Künstlers“. Zu diesem Zeitpunkt war sein Werk in über 90 Museen vertreten.

## Werk
Stanczaks abstrakte Kunst konzentrierte sich auf variierende Grundformen wie parallele Strichte, Kreise oder Quadrate. Besondere Bedeutung hatten für ihn die Auswahl der Farben, denen er eine subjektive Bedeutung beimaß. Die Farben waren für ihn relevanter als die Grundformen, die er nur als „Container“ für die Farben betrachtete. Viele seiner Werke fertigte er ohne Skizze durch das schichtenweise Auftragen von Farben unter Zuhilfenahme von Malerkrepp an. Laut eigener Aussage ist seine Kunst eine Auseinandersetzung mit seinem Erlebten während des Zweiten Weltkriegs: „Ich wollte nicht jeden Tag von der Vergangenheit bombardiert werden. [...] Ich suchte nach anonymen Handlungen durch nicht-referentielle, abstrakte Kunst.“ (“I did not want to be bombarded daily by the past. [...] I looked for anonymity of actions through nonreferential abstract art.”). Das Cleveland Institute of Art bezeichnete Stanczaks Lebensaufgabe in einem Nachruf als „das Suchen nach Antworten auf Fragen über Farben, Licht, Formen und wie der Ausdruck solcher Dinge das menschliche Auge und die menschlichen Emotionen beeinflussen kann.“
Eine Nebenrolle in seinem Werk nimmt der Kunstdruck ein. Nach frühen Holz- und Linolschnittstudien aus seiner Frühphase probierte er sich auf Bitte seiner Galeristin Martha Jackson und der Pariser Kunsthändlerin Denise René ab 1969 erstmals mit der Gattung des Kunstdrucks aus. Stanczak fertigte die Vorbilder für die späteren Drucke in seinem üblichen Stil extra an; diese wurden dann per Siebdruckverfahren in Deutschland in Zusammenarbeit mit dem Galeristen Hans Mayer in Krefeld (Renés Anteil) und dem Kunstdrucker Luitpold Domberger (Jacksons Anteil) in Kunstdrucke transformiert. In den 1970ern folgten weitere Kunstdruckarbeiten in Zusammenarbeit mit dem Drucker Felix Wahl aus Cincinnati, diesmal im Verfahren der Heißfolienprägung. Eine letzte Schaffensphase im Kunstdruck bildet seine Zusammenarbeit mit der Druckerei Vistec Graphics aus Rochester im Bundesstaat New York Anfang der 1980er. Die Kuratorin Linda Konheim Kramer beschrieb Stanczaks Kunstdrucke 2018 in einem Artikel für das Magazin Art in Print; die Geschichte seiner Kunstdrucke reiche „von einem Holzschnitt eines afrikanischen Dorfes [in Uganda], in dem wir die verräterischen Anzeichen seines ausgereiften Stils erkennen, bis zu den Siebdrucken [von Vistec Graphics], die das unvergessene ‘überwältigende Farbspektrum’ des Lichtes im Dschungel wieder erschaffen.“

## Ehrungen
- 1969: Cleveland Arts Prize[5]
- 2015: Ehrenpreisträger des Cleveland Arts Prize[2]